# SUPRA Caisse-maladie
Die Supra Caisse-maladie mit Sitz in Lausanne ist eine auf die Krankenversicherung spezialisierte Schweizer Versicherungsgesellschaft. Seit 2015 ist sie Teil der Groupe Mutuel. Kerngeschäft der in der Rechtsform einer Stiftung organisierten Krankenkasse bildet die Grundversicherung nach dem Krankenversicherungsgesetz sowie – bis 2012 – über die 2002 gegründete Tochtergesellschaft Supra Assurances S.A. Zusatzversicherungen und Unfallversicherungen. Die Supra Caisse-maladie zählte 2007 durchschnittlich knapp 45'000 Grundversicherte und erzielte 2007 in der obligatorischen Krankenpflegeversicherung Prämieneinnahmen von 217,6 Millionen Schweizer Franken.
Die Supra wurde 1846 gegründet und war lange Zeit stark im Waadtland verankert. Ihr Tätigkeitsgebiet lag bis in die 1990er Jahre hauptsächlich in der Westschweiz. 1993 dehnte sie mit der Übernahme der Schweizerischen Gewerbekrankenkasse (GKK) in Zürich ihr Geschäftsfeld auch auf die Deutschschweiz aus.
Am 14. November 2012 ordnete die Finma für die im Bereich der Krankenzusatzversicherung tätigen Supra Assurances SA mit sofortiger Wirkung Konkurseröffnung wegen Überschuldung von über 500 Millionen Franken an. Der Versichertenbestand wurde in die Schwestergesellschaft Assura SA übertragen, die wie Supra Assurances SA zur Divesa-Gruppe gehört. Divesa SA, Assura SA und die Servicegesellschaft Figeas SA wurden der Aufsicht der Finma unterstellt, die Verwaltungsräte aller drei Gesellschaften und der CEO der Divesa SA suspendiert und an ihrer Stelle ein Beauftragter eingesetzt.